# Entertainment Software Association

Logo der ESA

Die Entertainment Software Association (ESA) ist eine US-amerikanische Organisation, die 1994 als Interactive Digital Software Association (IDSA) gegründet und 2003 umbenannt wurde. Sitz der Organisation ist Washington, D.C.
Die ESA befasst sich unter anderem um die Wahrnehmung von Urheberrechten sowie Marktanalysen und Regierungsbeziehungen von Herstellern von Spielesoftware für Konsolen, Heimcomputer und Internet. Außerdem richtet sie die Computerfachmesse E3 aus.
Im Rahmen der Öffentlichkeitsarbeit listet die ESA auf ihrer Website wirtschaftliche und soziale Fakten über Videospiele auf. Einen Zusammenhang zwischen Gewalt in Computerspielen und in der Realität verneint sie dabei. Es existieren jedoch derzeit widersprüchliche Thesen zu dem Thema. Auch auf den Einfluss von Videospielen auf den Alltag geht die Gesellschaft in mehreren Artikeln auf ihrer Website ein. Sie trägt auch Geld für verschiedene Jugendprojekte zusammen, die sich nicht mit Videospielen beschäftigen.
Die ESA achtet unter anderem darauf, Schwarzkopien einzudämmen, weshalb die Abandonware-Website Abandonia keine Spiele von Mitgliedern der ESA zum Download anbietet. In mehreren Gerichtsverfahren und Veranstaltungen kämpfte die ESA darüber hinaus gegen Einschränkungen, die den Verkauf von Videospielen betreffen.

## Mitglieder
Mitglieder der ESA Stand April 2018 sind:
- 505 Games
- Activision Blizzard
- Bandai Namco
- Bethesda
- Capcom
- Deep Silver
- Disney Interactive Studios
- Electronic Arts
- Epic Games
- Focus Home Interactive
- Gearbox
- Greybox
- GungHo
- Kalypso
- Konami
- Legends of Learning
- Level-5
- Magic Leap
- Microsoft
- Natsume
- Nexon
- Nintendo
- NVIDIA
- Outright Games
- Phosphor Studios
- Sony Interactive Entertainment
- Square Enix
- Take Two Interactive
- Tencent
- THQ Nordic
- Triseum
- Ubisoft
- Vantiv Entertainment Solutions
- Warner Bros. Interactive Entertainment
- XSEED Games

Unterdessen sind in den vergangenen Jahren mehrere Unternehmen wieder aus der ESA ausgetreten. So kündigten im Mai 2008 mit Activision, Vivendi Games, LucasArts und id Software gleich vier namhafte Unternehmen ihre Mitgliedschaft. Im selben Jahr verließen auch Codemasters und NC Interactive die Organisation. Crave Entertainment kündigte 2008 ebenfalls die Mitgliedschaft, erneuerte sie im Folgejahr aber wieder. Weitere ehemalige Mitglieder sind unter anderem KOEI, MTV Games, Playlogic Entertainment und SouthPeak Games. Mittlerweile sind Activision & Vivendi Games (nach der Fusion besser bekannt als Activison Blizzard) wieder Mitglied der ESA.